# Pandanus adinobotrys
Pandanus adinobotrys är en enhjärtbladig växtart som beskrevs av Elmer Drew Merrill och Lily May Perry. Pandanus adinobotrys ingår i släktet Pandanus och familjen Pandanaceae. Inga underarter finns listade.